# Canti di guerra italiani
I Canti di guerra italiani manifestano non solo una rappresentazione di arte peculiare, ma focalizzano anche una serie di emozioni, sentimenti, ricordi, disperazioni, atteggiamenti, propositi, caratteri individuali e collettivi relativi ad un'epoca. Secondo alcune fonti hanno attinenza con eventi politici e militari della guerra.

## Origine e storia degli studi sui canti
Come ogni forma d'arte, anche i canti di guerra sono passibili di rivisitazioni e di revisioni storiche a seconda del periodo nel quale vengono studiati ed interpretati, spesso le linee melodiche sono arcaiche entrando profondamente nell'ambito dell'etnomusicologia e del canto popolare altre volte le melodie utilizzate sono di origine colta e quindi del cantante. Non è un caso, quindi, che se la prima significativa raccolta di canti di guerra fu pubblicata nel 1919 da Piero Jahier e quindi si occupò prevalentemente di canti e canzoni nate e diffuse negli anni difficili della prima guerra mondiale, durante il periodo fascista, nel 1930 Cesare Caravaglios, nel mezzo della seconda di grande importanza però con l'intento di esaltare l'ideologia nazionalistica dominante a lui contemporanea. Quindi eliminò ogni canto dove si presentasse qualche forma di blasfemia, di antipatriottismo o di protesta nei confronti del militarismo e dell'evento bellico.
Intorno agli anni Sessanta, grazie agli studi forniti dell'etnologo Ernesto de Martino e del movimento di Cantacronache, venne proposto dal Nuovo Canzoniere Italiano lo spettacolo Bella ciao nell'ambito del Festival dei Due Mondi di Spoleto, che diede il via ad una serie di ricerche e di manifestazioni pubbliche atte a recuperare e valorizzare un grande patrimonio culturale nel modo più completo possibile, includente anche i canti di paura, di rabbia e di protesta.

## Prima guerra mondiale
Per quanto riguarda la prima guerra mondiale, gli studiosi suddividono l'ampio materiale in cinque gruppi principali:
- Canti di esaltazione e di dedizione patriottica;
- Canti di intrattenimento e di marcia.
- Canti di dolore, di sofferenza, di angoscia.
- Canti di contestazione, di derisione e di rabbia.
- Canti di morte.

Altre tipologie di canti, spesso trasversali rispetto ai quattro gruppi principali, sono costituite dai canti di prigionia, dai canti di caserma e da quelli satirici. Alcuni di questi canti venivano usati anche per aiutare i soldati a lavorare o fare qualcosa di impegnativo.

## Canti di esaltazione e di dedizione patriottica
Tra i canti principali di questo gruppo si segnalano Aprite le porte, Su in montagna e il celeberrimo Trotta galoppa che pur avendo origini molto più antiche, durante la Grande Guerra subì molte varianti ed arricchimenti per la parte testuale come ad esempio:
Dopo una serie di strofe tutte incentrate sugli stessi intenti ed obiettivi, segue il classico ritornello,
Sempre nel primo raggruppamento di canti di guerra si sono rintracciati molti collegamenti con i motivi risorgimentali ed il repertorio di quell'epoca. Ovviamente questi collegamenti, coi doverosi riferimenti all'auspicata e alla riuscita unità d'Italia si intensificarono nei momenti più critici, come dopo Caporetto.

## Canti di intrattenimento e di marcia
Questi tipi di canti erano utilizzati soprattutto per tenere alto il morale delle truppe durante i faticosi trasferimenti o per rendere meno problematica l'attesa dentro le trincee, quindi il loro scopo principale era di allontanare la paura, le fatiche ed i rimpianti.
Spesso sui campi di battaglia e durante le marce veniva diffuso un volantino recante la scritta Canta che ti passa e le innumerevoli motivazioni che avrebbero dovuto spingere il militare a canticchiare.
Ed i soldati, plagiati anche da queste raccomandazioni, tiravano fuori villotte friulane, cantilene lombarde o venete, stornelli toscani e nenie meridionali, oppure addirittura rielaborazioni di brani musicali in auge come è accaduto per 'O surdato 'nnammurato e di brani popolari antichi come Sul pajon ed Era bella come gli orienti.

## Canti di dolore, di sofferenza, di angoscia
Tra i più famosi vi è Tapum la cui origine è antica e risale ai canti dei lavoratori nelle miniere durante gli scavi per la galleria del San Gottardo (dal 1872). In origine il ta-pum doveva imitare il rumore dello scoppio delle mine, invece nella versione bellica, riprendeva il suono di un'arma da fuoco seguito dall'eco della valle.
Altri canti popolari furono il Bandiera nera che venne ripreso anche durante la seconda guerra mondiale dagli alpini della Julia che lo convertirono in Sul ponte di Perati. Anche Il Bersagliere ha cento penne, venticinque anni dopo la sua prima diffusione entrò a far parte de repertorio dei canti della Resistenza, con la semplice alterazione di alcuni versi.
Un altro canto di enorme diffusione fu O Dio del cielo, di grande suggestione e che richiama alla mente alcune espressività tipiche dei cori verdiani.

## Canti di contestazione, di derisione e di rabbia
Tra i più significativi si annoverarono O Gorizia tu sei maledetta, canto nel quale si dipanarono le sofferenze morali e fisiche coinvolte in questa drammatica impresa bellica, il rifiuto della guerra e la condanna dei governanti e dei capi militari. Interessanti anche i canti di invettive contro la guerra: tra questi si possono citare E maledetto chi vorse la guerra, rivolto contro gli studenti che scesero in piazza nel 1915 per manifestare contro la neutralità espressa dal Parlamento italiano; E anche al mi marito, canto raccolto da Caterina Bueno in Toscana, in cui le donne esprimono la loro rabbia contro la chiamata alle armi dei loro cari dopo Caporetto e Addio padre e madre addio, raccolto da Roberto Leydi, canto fortemente antimilitarista in cui il soldato inveisce contro coloro che si batterono per l'entrata in guerra dell'Italia
Altro canto è il Maledetta la guerra ed i ministri, nel quale vennero presi di mira i responsabili dell'avventura bellica, tra i quali uno dei più bersagliati fu proprio Luigi Cadorna.
Ovviamente chi cantava strofe come quella ideata da Sor Capanna rischiava l'arresto:
Tra le altre strofe più incisive si annoverarono quella sui ragazzi del '99:
Altri canti protestanti, non ritenuti perniciosi, entrarono a far parte del repertorio patriottico che forma un genere di canto di guerra a parte.

## Canti patriottici
I canti patriottici furono scritti con un incredibile ardore e slancio e tra questi vale la pena ricordare la Canzone del Grappa, composta dal capitano Meneghetti intorno al 1918 su versi del generale Emilio De Bono, l'Inno al Trentino presentato in occasione dell'inaugurazione del Monumento a Dante nel 1896 e La campana di San Giusto di Giovanni Drovetti e Arona ideata prima della discesa in guerra dell'Italia e che riscosse un successo enorme, dato che venne suonata in quasi tutti i café-chantant negli anni bellici.
Il più prolifico autore fu però Giovanni Gaeta, noto con lo pseudonimo di E. A. Mario, che si impose non solo con la celeberrima La canzone del Piave ma anche con altre canzoni, quali Il general Cantore.

## Seconda Guerra Mondiale e Resistenza
Nella seconda guerra mondiale il canto che riuscì ad emanare una forte carica espressiva, grazie anche alla riscrittura del testo, fu senza dubbio Sul ponte di Perati.
Diversamente dalla Prima Guerra Mondiale, nella quale, bene o male, i soldati riuscirono a creare almeno due repertori principali, da quello patriottico e filomilitarista a quello critico e sprezzante la guerra, durante la Seconda Grande Guerra, però, i militari non ebbero la forza ed il coraggio necessari per reinventare un vasto repertorio di guerra, e invece spettò alla Resistenza far rifiorire un linguaggio poetico non solo efficace ma anche universale a tutti gli italiani.
Quindi assistemmo alla nascita di nuovi canti, da Italia combatte di M. Cesarini, alla La Badoglieide di Branco e Nuto Revelli, da Bella ciao le cui origini si perdono in una ballata francese del Cinquecento a Pietà l'è morta di Revelli che seguivano o schemi risorgimentali o quelli della Grande Guerra, dal repertorio anarchico come nel caso di Addio Valle Roja di Giovanni Monaco alle parodie di canzonette leggere già in voga oppure ancora ai canti tradotti da strofe straniere, come nel caso dell'Allegria di Scaletta cantata sulla falsariga della Cucaracha o di Fischia il vento cantata sulle note del più antico brano musicale russo Katjuša.